# Liste der Bischöfe und Erzbischöfe von Marseille
Die folgenden Personen waren Bischöfe und Erzbischöfe des Bistums, bzw. seit 1910, Erzbistums Marseille (Frankreich):
| Zeit      | Name                                             |
| --------- | ------------------------------------------------ |
| 314       | Oresius                                          |
| 381–428   | Proculus                                         |
| 431–452   | Venerius                                         |
| 464       | Eustasius                                        |
| 470       | Graecus                                          |
| 490       | Honoratus I.                                     |
| 533       | Auxanius                                         |
| 582–591   | Heiliger Theodorus                               |
| 599       | Serenus                                          |
| 614       | Petrus I.                                        |
| 780       | Mauront (Maurontus)                              |
| 781       | Ivo                                              |
| 814–818   | Wadalde                                          |
| 822–841   | Theodebert                                       |
| 844       | Alboin                                           |
| 863       | Gulfaric                                         |
| 870       | Babon                                            |
| 878–879   | Leodoin                                          |
| 884       | Berenger                                         |
| 890       | Venator                                          |
| 904       | Magnus                                           |
| 923–924   | Drogo                                            |
| 948–976   | Honoratus II.                                    |
| 977–1008  | Pons I.                                          |
| 1008–1073 | Pons II.                                         |
| 1073–1122 | Raimond I.                                       |
| 1122–1151 | Raimond II. de Solers                            |
| 1151–1170 | Pierre I.                                        |
| 1170–1188 | Fouques de Thorame                               |
| 1188–1214 | Rainier                                          |
| 1217–1229 | Pierre III. de Montlaur                          |
| 1229–1267 | Benoît d’Alignan                                 |
| 1267–1288 | Raimond de Nîmes                                 |
| 1289–1312 | Durand de Trésémines                             |
| 1313      | Raimond-Rogaudi                                  |
| 1313–1323 | Gaspert de La Val                                |
| 1323–1333 | Aymard Amiel                                     |
| 1334–1335 | Jean Artaudi                                     |
| 1335–1344 | Jean Gasqui                                      |
| 1344–1359 | Robert de Mandagot                               |
| 1359–1361 | Hugues d’Harpagon                                |
| 1361      | Pierre Fabri                                     |
| 1361–1366 | Guillaume Sudre                                  |
| 1366–1368 | Philippe de Cabassole                            |
| 1368–1379 | Guillaume de Lavoulte                            |
| 1379–1395 | Aymar de Lavoulte                                |
| 1397–1418 | Benedikt II.                                     |
| 1418–1420 | Paul de Sade                                     |
| 1420–1421 | Avignon Nicolai                                  |
| 1433      | André Boutaric                                   |
| 1433–1455 | Barthélémy Roccalli                              |
| 1455–1466 | Nicola de Brancas                                |
| 1466–1496 | Jean Alardeau                                    |
| 1496–1506 | Ogier d’Anglure                                  |
| 1506      | Pierre Baudonis                                  |
| 1506–1509 | Antoine Dufour                                   |
| 1511–1517 | Claude de Seyssel                                |
| 1517–1530 | Innocenzo Kardinal Cibo                          |
| 1530–1550 | Giovanni Battista Cibo                           |
| 1550–1556 | Cristoforo Kardinal Ciocchi del Monte            |
| 1556–1572 | Pierre Ragueneau                                 |
| 1572–1603 | Frédéric Ragueneau                               |
| 1605–1618 | Jacques Turricella                               |
| 1619–1621 | Arthur d’Épinay de St Luc                        |
| 1621      | Nicolas Coëffeteau                               |
| 1624–1639 | François de Loménie                              |
| 1639–1640 | Eustache Gault                                   |
| 1640–1643 | Jean-Baptiste Gault                              |
| 1644–1668 | Etienne de Puget                                 |
| 1668–1679 | Toussaint de Forbin de Janson                    |
| 1682–1684 | Jean-Baptiste d’Étampes de Valancay              |
| 1684–1708 | Charles Gaspard Guillaume de Vintimille du Luc   |
| 1708–1709 | Bernard de Foudenx de Castillon                  |
| 1710–1755 | Henri François-Xavier de Belsunce-Castelmoron    |
| 1755–1791 | Jean-Baptiste de Belloy-Morangle                 |
| 1791–1794 | Charles-Benoît Roux                              |
| 1798–1801 | Jean-Baptiste Aubert                             |
| 1801–1823 | Verbindung mit dem Erzbistum Aix                 |
| 1823–1837 | Fortuné-Charles de Mazenod                       |
| 1837–1861 | Eugen von Mazenod OMI                            |
| 1861–1865 | Patrice Cruice                                   |
| 1866–1878 | Charles-Philippe Place                           |
| 1878–1900 | Joseph-Jean-Louis Robert                         |
| 1901–1909 | Pierre-Paulin Kardinal Andrieu                   |
| 1909–1923 | Joseph-Antoine Fabre (ab 1910 erster Erzbischof) |
| 1923–1928 | Daniel Champavier                                |
| 1929–1936 | Maurice Dubourg                                  |
| 1937–1956 | Jean Delay                                       |
| 1956–1966 | Marc-Armand Lallier                              |
| 1966–1970 | Georges Jacquot                                  |
| 1970–1984 | Roger Kardinal Etchegaray                        |
| 1985–1995 | Robert Kardinal Coffy                            |
| 1995–2006 | Bernard Kardinal Panafieu                        |
| 2006–2019 | Georges Pontier                                  |
| seit 2019 | Jean-Marc Kardinal Aveline                       |